# Dellville Covered Bridge
Dellville Covered Bridge è uno storico ponte coperto in legno degli Stati Uniti d'America situato a Dellville nella Wheatfield Township,  Contea di Perry (Pennsylvania). È un ponte lungo 53 metri, a tre campate, e attraversa il fiume Sherman Creek, e fu edificato nel 1889. 
È stato inserito nel National Register of Historic Places nel 1980.